# Jean-Marc Ettori
Pour les articles homonymes, voir Ettori.
Jean-Marc Ettori, né le 6 juillet 1951 en Corse, est président de l'entreprise de tourisme Corsicatours et ancien président du Tours FC.

## Biographie
Jean-Marc Ettori est né dans une école, de parents qui le vouaient à la profession d'enseignant. Il n'est pas apparenté à l'ancien footballeur international Jean-Luc Ettori. Il a été enseignant pendant 2-3 ans.

## Dirigeant de club
De 2005 à 2013, Jean-Marc Ettori est président du club de football de Porto-Vecchio.
Le 15 juillet 2013, il prend officiellement la succession de Frédéric Sebag à la présidence du Tours FC pensionnaire de Ligue 2. Il cède sa place en 2022